# Reinhold Nietschmann
Reinhold Nietschmann (* 15. Februar 1907 in Halle (Saale); † 25. Juli 1971 in Hamburg) war ein deutscher Schauspieler, Hörspiel- und Synchronsprecher.

## Leben
Reinhold Nietschmann war lange Jahre am Thalia Theater engagiert. Danach spielte er ab 1950 am Theater im Zimmer und seit 1952 auch am Theater am Besenbinderhof in Hamburg. Von 1953 bis 1954 folgte ein Gastspiel am Jungen Theater (Ernst Deutsch Theater). Ab 1956 war er Ensemblemitglied an den Hamburger Kammerspielen.
Er wirkte verstärkt ab Mitte der 1950er Jahre in verschiedenen Film- und Fernsehproduktionen mit. Eine erste Rolle verkörperte er jedoch bereits 1932 in dem Spielfilm Kreuzer Emden von Louis Ralph, der auch nachvertonte Szenen des Stummfilmes Unsere Emden aus dem Jahr 1926 verwendete. In den Käutner-Filmen Des Teufels General mit Curd Jürgens, Marianne Koch und Viktor de Kowa und in Der Hauptmann von Köpenick mit Heinz Rühmann, Hannelore Schroth und Martin Held sowie in dem Edgar-Wallace-Film Die Bande des Schreckens von Harald Reinl mit Joachim Fuchsberger, Karin Dor und Elisabeth Flickenschildt hatte er Auftritte in Nebenrollen. Ab 1954 Jahren konnte man Reinhold Nietschmann als Darsteller in Fernsehproduktionen wie Stahlnetz, Die Unverbesserlichen,  Hafenpolizei, Polizeifunk ruft und Graf Yoster gibt sich die Ehre sehen. Weiterhin verkörperte er 1955 den Sleepy in dem Fernsehspiel Eine Handvoll Shilling in der Regie von Konrad Wagner und 1965 in dem Dokumentarspiel Der Fall Harry Domela in der Regie von Wolfgang Schleif mit Hanns Lothar den Gerichtsvorsitzenden.
Reinhold Nietschmann war ab 1946 auch in sehr vielen Hörspielen als Sprecher tätig. So wirkte er in zahlreichen Folgen der Hörspielreihen Die Jagd nach dem Täter und Das Gericht zieht sich zur Beratung zurück des Norddeutschen Rundfunks (NDR) mit.
Als Synchronsprecher konnte man ihn unter anderem als deutsche Stimme von Alec Guinness in den Spielfilmen Einmal Millionär sein und Der Schlüssel zum Paradies hören.

## Filmografie
- 1926/1932: Kreuzer Emden
- 1954: Künstlerpech (Fernsehfilm)
- 1954: Klavier zu verkaufen (Fernsehfilm)
- 1955: Des Teufels General
- 1955: Das Streichholz unterm Bett (Fernsehfilm)
- 1955: Eine Handvoll Shilling (Fernsehspiel)
- 1955: Unternehmen Schlafsack
- 1956: Der Hauptmann von Köpenick
- 1957: Ein Ausgangstag (Fernsehfilm)
- 1957: Der versteinerte Wald (Fernsehfilm)
- 1957: Die unentschuldigte Stunde
- 1958: Das Mädchen aus Hamburg (La fille de Hambourg)
- 1959: Der Mann, der sich verkaufte
- 1959: Professor Schnellfisch (Fernsehfilm)
- 1959: Stahlnetz: Das Alibi
- 1960: Stahlnetz: Die Zeugin im grünen Rock
- 1960: Die Bande des Schreckens
- 1961: Schau heimwärts, Engel (Fernsehfilm)
- 1963: Das kleine Hofkonzert – Musikalisches Lustspiel aus der Welt Carl Spitzwegs
- 1963: Hafenpolizei (Fernsehserie) – Der chinesische Koch
- 1964: Das Kriminalgericht – Der Fall Krantz
- 1964: Das wissen die Götter
- 1965: Ein Volksfeind (Fernsehfilm)
- 1965: Der Fall Harry Domela (Fernsehfilm)
- 1965: Die Unverbesserlichen (Fernsehserie) – Die Unverbesserlichen
- 1965: Die eigenen vier Wände (Fernsehfilm)
- 1965: Das Feuerzeichen (Fernsehfilm)
- 1965: John Klings Abenteuer (Fernsehserie) – In geheimer Mission
- 1966: Hafenpolizei (Fernsehserie) – Juwelen nach Maß
- 1966: Polizeifunk ruft (Fernsehserie) – Der Staatsbesuch
- 1966: Der Verrat von Ottawa (Fernsehfilm)
- 1966: S.O.S. – Morro Castle (Fernsehfilm)
- 1966: Der Oberkellner (Fernsehfilm)
- 1967: Antitoxin (Fernsehfilm)
- 1967: Ein Fall für Titus Bunge (Fernsehserie) – Kommt ein Vogel geflogen
- 1968: Cliff Dexter (Fernsehserie) – Tod auf dem Golfplatz
- 1968: Der Fall Petkov (Fernsehfilm)
- 1968: Affäre Dreyfuss (Fernseh-Mehrteiler)
- 1968: Polizeifunk ruft (Fernsehserie) – Die große Chance
- 1969: Ida Rogalski (Fernsehserie)
- 1970: Graf Yoster gibt sich die Ehre (Fernsehserie) – Nautische Künste
- 1970: Das Kuckucksei (Fernsehfilm)
- 1970: Der Portland-Ring (Fernsehfilm)
- 1972: Max Hölz. Ein deutsches Lehrstück (Fernsehfilm)

## Hörspiele
- 1946: Hokus-Pokus – Regie: Karl-Heinz Reichel
- 1947: Wenn wir wollen – Regie: Ludwig Cremer
- 1949: Glanz und Elend des Herrn Albert Schulze – Regie: Gustav Burmester
- 1950: Ein Tag wie morgen – Regie: Fritz Schröder-Jahn
- 1950: Erpressung – Regie: Heinrich Fischer
- 1950: Thora und Galuth: Zerstörung Jerusalems – Regie: Heinrich Ockel
- 1950: Die tödlichen Sterne – Regie: Fritz Schröder-Jahn
- 1950: Hundert Kronen (Illusion) – Regie: Kurt Reiss
- 1950: Das Teufelsrad – Regie: Kurt Reiss
- 1950: In letzter Minute – Regie: Fritz Schröder-Jahn
- 1951: Interview mit einem Stern – Regie: Fritz Schröder-Jahn
- 1951: Bummel durch den Juni – Regie: Hans Rosenhauer
- 1951: Der Weg zum Weltraumschiff – Regie: Fritz Schröder-Jahn
- 1951: Ganz einfach – Regie: Hans Rosenhauer
- 1952: Verwehte Spuren – Regie: Gerd Fricke
- 1952: Herz der Welt – Regie: Harald Braun
- 1952: Der Doppelkopf von Trum – Regie: Kurt Reiss
- 1952: Karussell zu verkaufen – Regie: Helmut Käutner
- 1952: Die verschlossene Tür – Regie: Detlof Krüger
- 1952: Saison 1856/57 – Regie: Kurt Reiss
- 1952: Der König von Albanien – Regie: Fritz Schröder-Jahn
- 1952: Das geheimnisvolle Wertpaket (Folge aus der Reihe „Das Gericht zieht sich zur Beratung zurück“) – Regie: Gerd Fricke
- 1952: Besorgen Sie uns 2000 Dromedare – Regie: Hans Freundt
- 1953: Ein Meister – Regie: Kurt Reiss
- 1953: Sünnros – Regie: Hans Tügel
- 1953: Sonntagsschule für Negerkinder (Die grünen Weiden) – Regie: Fritz Schröder-Jahn
- 1954: Die Sterne lügen nie – Regie: Gottfried Lange
- 1954: Kein Lorbeer für Augusto – Regie: Fritz Schröder-Jahn
- 1954: Der öst-westliche Diwan – Regie: Gert Westphal
- 1954: Prinz Mandalay – Regie: Otto Kurth
- 1954: Beschlossen im Familienrat – Regie: Gerda von Uslar
- 1955: Tun mit "h" geschrieben – Regie: Gerda von Uslar
- 1955: Recht oder Rache (Folge aus der Reihe „Das Gericht zieht sich zur Beratung zurück“) - – Regie: Gerd Fricke
- 1955: Die Gattin des Ministers – Regie: S. O. Wagner
- 1955: Prozeßakte Vampir (3. Teil: Herr Kaminski erzählt: Glanz und Elend der Traute Finow) – Regie: Hans Gertberg
- 1955: Die vertauschte Blutprobe (Folge aus der Reihe „Das Gericht zieht sich zur Beratung zurück“) – Regie: Gerd Fricke
- 1955: Die Madame Bovary von Montparnasse – Regie: Gerda von Uslar
- 1955: Die Tochter des Brunnenmachers – Regie: Gustav Burmester
- 1956: Papier ist nicht geduldig – Regie: Gerlach Fiedler
- 1956: Die Lokomotive in der Tasche (Folge aus der Reihe „Das Gericht zieht sich zur Beratung zurück“) – Regie: Gerd Fricke
- 1956: Das Totenschiff – Regie: Gustav Burmester
- 1956: Apoll an der Seine – Regie: Kurt Reiss
- 1956: Gesucht werden 40000 Klassenzimmer – Regie: Gerlach Fiedler
- 1956: Der Leinwandmesser – Regie: Otto Kurth
- 1956: Akte 414: Wilhelm Voigt – Regie: Kurt Reiss
- 1956: Kennwort Sonnenvogel – Regie: Gustav Burmester
- 1956: Das Verhör des Lukullus – Regie: Fritz Schröder-Jahn
- 1957: Der Mann, dem ein Tag abhanden kam oder Was ist Zeit? – Regie: Gustav Burmester
- 1957: Die Gesetzlosen von Algerien – Regie: Otto Kurth
- 1957: Das Haus in Mexiko City (Folge aus der Reihe „Die Jagd nach dem Täter“) – Regie: S. O. Wagner
- 1957: Der kleine Alte von Batignolles (Folge aus der Reihe „Die Jagd nach dem Täter“) – Regie: S. O. Wagner
- 1957: Moselfahrt – Regie: Gerda von Uslar
- 1957: Ein Fläschchen aus Jade (Folge aus der Reihe „Die Jagd nach dem Täter“) – Regie: Kurt Reiss
- 1957: Die Angst am frühen Morgen – Regie: Jürgen Petersen
- 1957: Anruf nach Mitternacht (Folge aus der Reihe „Die Jagd nach dem Täter“) – Regie: S. O. Wagner
- 1958: Ein Fünfmarkstück namens Müller – Regie: Kurt Reiss
- 1958: Der Prozeß um des Esels Schatten – Regie: Ludwig Cremer
- 1958: Ereignis in FD 411 (Folge aus der Reihe „Die Jagd nach dem Täter“) – Autor und Regie: Kurt Reiss
- 1958: Begegnung mit dir selbst (2 Teile) – Regie: Kurt Reiss
- 1958: Ein Blinder geht durch die Stadt – Regie: Kurt Reiss
- 1958: Die Tote aus der Moldau (Folge aus der Reihe „Die Jagd nach dem Täter“) – Regie: S. O. Wagner
- 1958: Coriolan – Regie: Hans Rothe
- 1958: Der Tod der alten Dame (Folge aus der Reihe „Die Jagd nach dem Täter“) – Regie: S. O. Wagner
- 1958: Gefährliche Freundschaften (Folge aus der Reihe „Die Jagd nach dem Täter“) – Regie: S. O. Wagner
- 1958: Sardische Feme (Folge aus der Reihe „Die Jagd nach dem Täter“) – Regie: S. O. Wagner
- 1958: Verwehte Spuren – Regie: Gustav Burmester
- 1958: Leege Fracht – Regie: Günter Jansen
- 1958: Soll Persepolis vernichtet werden? – Regie: Günter Siebert
- 1958: Shakespeares letztes Werk – Regie: Günter Siebert
- 1958: Die Dame mit dem grünen Schleier (Folge aus der Reihe „Die Jagd nach dem Täter“) – Regie: S. O. Wagner
- 1958: Ein seltener Fund (2. Teil: Spuren der Vergangenheit) – Regie: Gernot Weitzl
- 1958: Der Fall Maragat (Folge aus der Reihe „Die Jagd nach dem Täter“) – Regie: S. O. Wagner
- 1958: Ein Paar Strümpfe (Folge aus der Reihe „Die Jagd nach dem Täter“) – Regie: S. O. Wagner
- 1959: Spionage (2 Teile) – Regie: S. O. Wagner
- 1959: Moor-Legende – Regie: Kurt Reiss
- 1959: Der Doktor und der Teufel (2 Teile) – Regie: Fritz Schröder-Jahn
- 1959: Die Farm der Tiere – Regie: Günter Bommert
- 1959: Im Schatten der Wolke – Regie: Gustav Burmester
- 1959: Alle inbegriffen – Regie: Wolfgang Schwade
- 1959: Aufgabe von Siena – Regie: Kurt Reiss
- 1959: Friedensvertrag – Regie: Ludwig Cremer
- 1960: Die Flusslandschaft (Folge aus der Reihe „Die Jagd nach dem Täter“) – Regie: Gustav Burmester
- 1960: Des Teufels Großmutter (Folge aus der Reihe „Die Jagd nach dem Täter“) – Regie: Gustav Burmester
- 1960: Die Höhle des Philosophen – Regie: Oswald Döpke
- 1960: Der Brandstifter (Folge aus der Reihe „Die Jagd nach dem Täter“) – Regie: Gerda von Uslar
- 1961: Urlaub aus Burstadt – Regie: Ludwig Cremer
- 1961: Die Gitarre (Folge aus der Reihe „Die Jagd nach dem Täter“) – Regie: S. O. Wagner
- 1961: Hotel zur ewigen Ruhe (Folge aus der Reihe „Die Jagd nach dem Täter“) – Regie: S. O. Wagner
- 1961: Der Hilfswärter – Regie: Kraft-Alexander
- 1961: Der Nationalheld – Regie: Hans Conrad Fischer
- 1961: Grüne Splitter im Handschuh (Folge aus der Reihe „Die Jagd nach dem Täter“) – Regie: S. O. Wagner
- 1961: Requiem für einen großen Kapitän – Regie: Joachim Hoene
- 1961: Der Salzstreuer (Folge aus der Reihe „Die Jagd nach dem Täter“) – Regie: S. O. Wagner
- 1961: Totentanz – Regie: Martin Walser
- 1962: Telefon: Springfield 365 (Folge aus der Reihe „Die Jagd nach dem Täter“) – Regie: S. O. Wagner
- 1962: Michael Kohlhaas – Regie: Kraft-Alexander
- 1962: Die Schatzinsel (6 Teile) – Regie: Otto Kurth
- 1962: Das Verhör des Lukullus – Regie: Rudolf Noelte
- 1962: Hier darf nur geflogen werden – Regie: Cläre Schimmel
- 1963: Die Übungspatrone – Regie: Fritz Schröder-Jahn
- 1963: Die Tour (Folge aus der Reihe „Die Jagd nach dem Täter“) – Regie: S. O. Wagner
- 1964: Die wahren Fälle (4. Folge: Jagd auf Dr. Crippen) – Regie: Joachim Hess
- 1964: Strand der Fremden – Regie: Gert Westphal
- 1964: Dag und Nacht – Regie: Nicht angegeben
- 1964: Kidnapper am Werk – Regie: Joachim Hess
- 1964: Salon Frederico (Folge aus der Reihe „Die Jagd nach dem Täter“) – Regie: S. O. Wagner
- 1965: Diamanten machen Freude – Autor und Regie: Harald Vock
- 1965: Ein Mann, gegen den man vorgeht – Regie: Jiri Horcicka
- 1966: Giftmord in Paris – Regie: Günter Siebert
- 1966: Fensterplatz – Regie: Günter Siebert
- 1966: Totentanz für Querflöte und Solostimmen – Regie: Nicht angegeben
- 1967: Der leere Raum – Regie: Günter Siebert
- 1968: Das Tierasyl – Regie: Günter Bommert
- 1968: De Narr – Regie: Curt Timm
- 1972: Kurzhörspiele (Der Friedensvertrag – Das große Experiment) – Regie: Nicht angegeben

## Synchronisation
- 1950: Männer, Mädchen, Diamanten
- 1950: Matrose wider Willen
- 1950: Die Rivalin
- 1952: Einmal Millionär sein
- 1953: Der Schlüssel zum Paradies
- 1955: So etwas lieben die Frauen
- 1956: In Acht und Bann
- 1957: In den Krallen der Gangster
- 1962: Der Eismann kommt